# Pata Pata
"Pata Pata" é uma canção dançante de afro-pop popularizada pela cantora sul-africana Miriam Makeba. Sua composição é creditada a Makeba e Jerry Ragovoy. A mais popular gravação foi realizada nos Estados Unidos, em 1967. É considerada o maior hit de Makeba e foi regravada por muitos artistas.

## Origens
O título "Pata Pata" significa "toque toque" na língua xhosa, idioma em que a foi originalmente escrita e cantada. "Pata Pata" também é o nome de um estilo dança muito popular nos shebeens (espécie de bar com músicas) de Sophiatown (subúrbio de Joanesburgo) em meados da década de 1950. O dançarino se agachava diante de sua parceira e acariciava seu corpo ao ritmo da música; à medida em que ele se levantava ela girava, movendo os quadris. Em outra versão da dança "Os dançarinos ficam em uma fileira com os braços estendidos para a frente, as palmas das mãos viradas para o chão, enquanto as mulheres davam tapinhas em cada um de modo que lembrava uma revista de segurança, após o que os homens fazem o mesmo com as mulheres." "Pata Pata" de Makeba não foi a única canção inspirada na dança "pata pata". A melodia desta canção foi baseada na instrumental "Phatha Phatha" de Shumi Ntutu e Isaac Nkosi, que por sua vez foi baseada em "Noma Kumnyama" de Alson Mkhize. Em 1956, foi popular a canção "Ei Yow Phata Phata" de Dorothy Masuka, que é nitidamente diferente da canção de Makeba,

## Gravações
"Pata Pata" de Makeba foi originalmente cantada, gravada e lançada na África do Sul pelo grupo feminino do qual ela fazia parte, The Skylarks, em 1959. Algumas fontes indicam, contudo, que a primeira gravação da música por The Skylarks se dera em 1956.
Em 1967, após estabelecer uma carreira de sucesso como cantora nos Estados Unidos, Miriam voltou a regravar a canção, tendo Jerry Ragovoy como produtor, e com a adição de alguns trechos falados em inglês. Ragavoy foi então creditado como co-autor das estrofes e da música. Foi gravada nos Estados Unidos no álbum de estúdio que tem o mesmo nome.

## Outras versões
- 1966: Lynn Taitt (Merritone 7" single pela Federal Records) Rocksteady Instrumental[11]
- 1967: Wilson Simonal (Alegria Alegria Vol.1)[12]
- 1968: Los Rockin Devils (Pata-Pata Psicodelico Días)[13]
- 1968: War (U.S. band)/Señor Soul (Señor Soul Plays Funky Favorites)
- 1968: El Gran Combo de Puerto Rico ("Pata Pata Jala Jala Boogaloo" album)
- 1968: The Supremes ("T.C.B." soundtrack album and TV broadcast)
- 1969: Tito Puente e Sua Orquestra ("The King Tito Puente / El Rey Tito Puente" album)
- 1980: Osibisa (Mystic Energy álbum)
- 1980: Sylvie Vartan (cantor francês de origem búlgara: "Tape Tape" single from the album Bienvenue Solitude)
- 1981: Prima Vera (Den 5te album)
- 1985: Otto Waalkes in his Film Debut (Otto – der Film)[14]
- 1988: Chayanne feat. Miriam Makeba (incluído no álbum de 1988 Chayanne)
- 1989: Triple & Touch executado ao vivo com Björn Afzelius
- 1997: Daúde
- 1998: Coumba Gawlo
- 1998: El General (Spanglish)
- 1999: Manu Dibango
- 2000: Thalía (álbum Arrasando)
- 2001: The Skatalites
- 2002: Jonathan Butler (álbum Surrender)[15]
- 2004: Helmut Lotti
- 2006: Tony Esposito[16]
- 2007: African Jazz Pioneers
- 2008: José Castelo Branco
- 2010: DJ Happy Vibes, Lira
- 2011: Arielle Dombasle feat. Mokobé (álbum Diva Latina)
- 2011: African Ladies (versão para video game Just Dance 3 em Wii, Xbox 360 e PlayStation 3)
- 2011: Milk & Sugar feat. Miriam Makeba (remix de Makeba)
- 2012: Lorraine Klaasen (A Tribute to Miriam Makeba)
- 2015: Playing for Change
- 2016: Pink Martini
- 2020: A canção também foi regravada por Angélique Kidjo como parte do contexto da campanha de conscientização contra a Covid-19 pela Unicef[3]
- Howard Carpendale
- 2024: Now United (Afro Remix)